# Widlin Calixte
Widlin Calixte (* 21. April 1990 in Cap-Haïtien) ist ein haitianischstämmiger Fußballspieler aus den Turks- und Caicosinseln.

## Spiele für die Nationalmannschaft
Gegen die Nationalmannschaft der St. Kitts und Nevis im Zuge der Qualifikation zu der WM 2018 traf er zweimal souverän per Elfmeter. Damit ist er, zusammen mit Gavin Glinton und Christopher Bryan, einer der wenigen Nationalspieler der Inseln, der mehr als ein Tor in einem Spiel erzielen konnte. Das Spiel verloren die Turks- und Caicosinseln mit 2:6.